# Comuna Liubîkovîci, Sarnî
Liubîkovîci (în ucraineană Любиковичі) este o comună în raionul Sarnî, regiunea Rivne, Ucraina, formată din satele Bileatîci, Liubîkovîci (reședința) și Mareanivka.

## Demografie
Componența lingvistică a comunei Liubîkovîci
     Ucraineană (99,54%)
     Alte limbi (0,37%)
Conform recensământului din 2001, majoritatea populației comunei Liubîkovîci era vorbitoare de ucraineană (99,54%), existând în minoritate și vorbitori de alte limbi.